# Microcebus myoxinus
Microcebus myoxinus là một loài động vật có vú trong họ Cheirogaleidae, bộ Linh trưởng. Loài này được Peters mô tả năm 1852.

## Hình ảnh

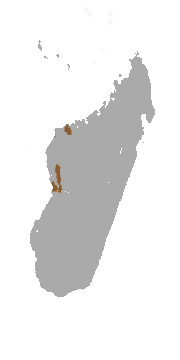
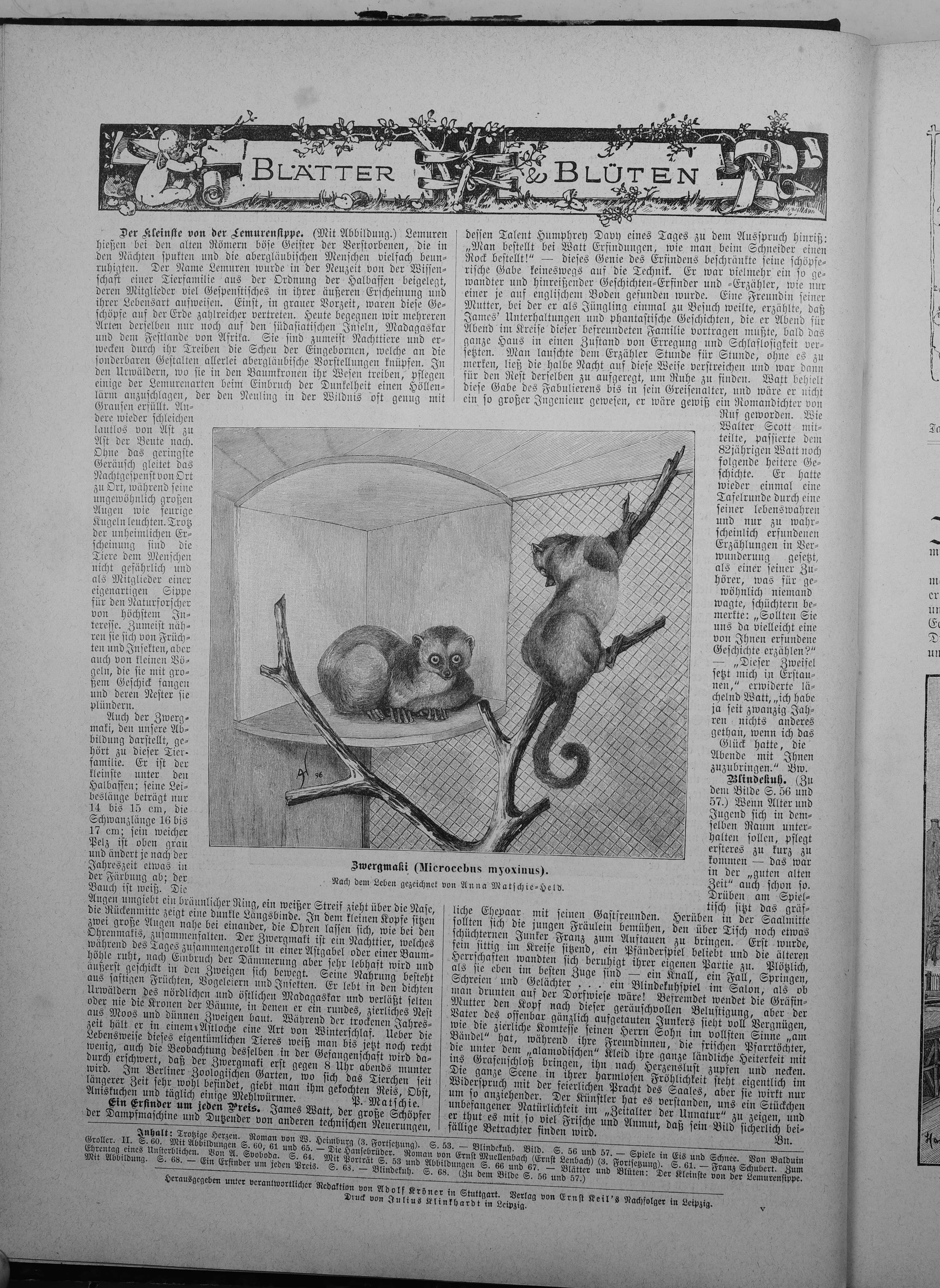
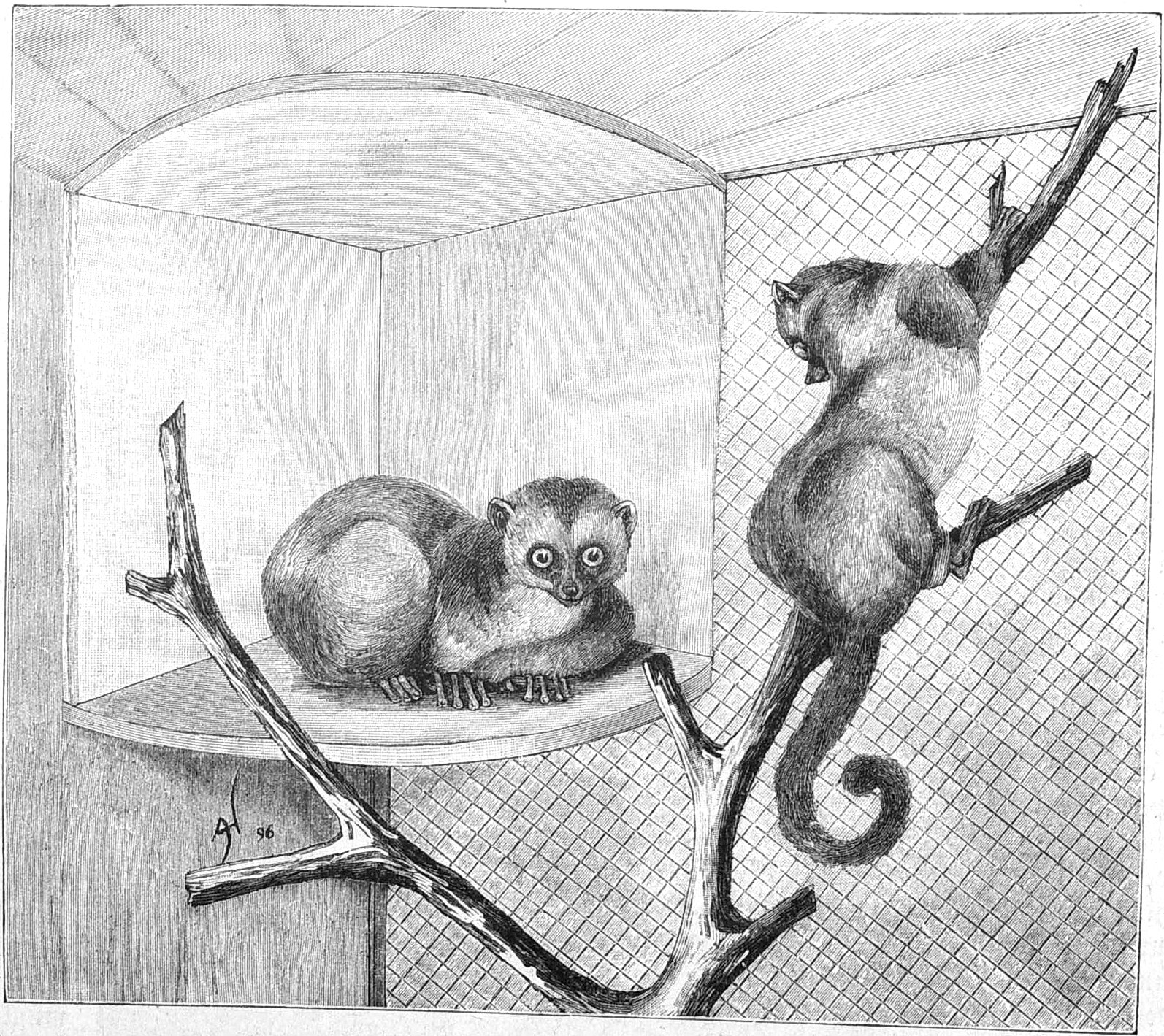
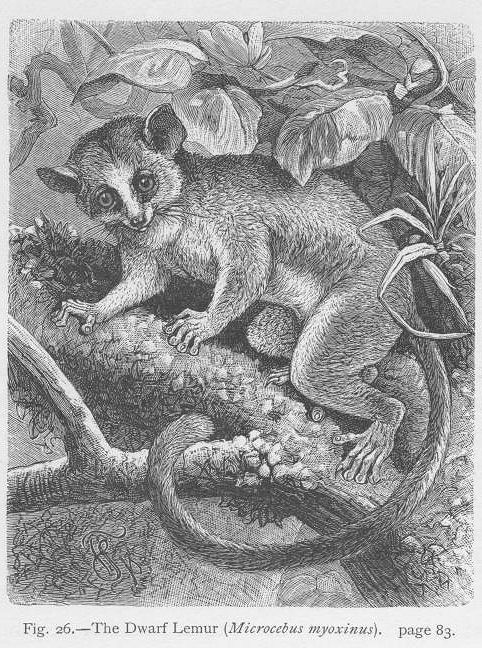